# Szadko
A Szadko Nyikolaj Andrejevics Rimszkij-Korszakov 1898. január 7-én, Moszkvában bemutatott operája. A librettó forrásául több legenda szolgált, a zeneszerző a cselekményt nem felvonásokra, hanem hét jelenetre osztotta.

## Az opera története
A zeneszerző 1867-ben először szimfonikus költeményt írt Szadko címen, az operán azonban csak 1894-ben kezdett dolgozni. 1893-ban Csajkovszkij halála után elkezdte tanulmányozni híres elődje munkásságát, és figyelmét felkeltette Csajkovszkij A cárnő cipellője című, Gogol egyik meséje nyomán írt operája. Elhatározta, hogy ő is feldolgozza a témát. Eközben több barátja is a Szadko témáját ajánlották figyelmébe, de Rimszkij-Korszakov rendíthetetlen maradt. Megkomponálta Karácsony éj című operáját, ami végül csúfos bukás lett. A zeneszerző csak ezután fordította minden erejét a Szadko megírására.
Amikor újabb operája elkészült, a színházak zárva maradtak előtte. Ebben nagy szerepet játszhatott Eduard Francevics Napravnyik (1839–1916) cseh származású zeneszerző, aki ekkoriban cári udvari karmestere volt és nyilván veszélyes vetélytársat látott a tehetséges Rimszkij-Korszakovban. A zeneszerzőt végül Szavva Ivanovics Mamontov (1863–1952) húzta ki a bajból, aki magánoperaházában nagy sikerrel előadatta a Szadkót. Pedig Mamnontov színházában sem fogadták osztatlan lelkesedéssel a bemutató tervét. A színházigazgató még a próbák számát is drasztikusan lecsökkentette.
A társulat ezután előadta az operát Szentpétervárott, Harkovban, Kazányban és Tbilisziben is. A szentpétervári kedvező fogadtatás egy csapásra megváltoztatta az udvari színház vezetőségének az álláspontját is. Most már önként jelentkeztek a mű bemutatásának jogáért. A Mariinszkij Színházbeli ősbemutatóra végül 1901. január 26-án került sor. A siker túlszárnyalta minden addigi előadásét. 1906. október 27-én a Szadko a moszkvai Bolsoj Színházban is színre került.
Oroszországban az opera igen hamar repertoárdarab lett, de külföldi színházakban nem tudott gyökeret verni. Ebben minden bizonnyal szerepet játszik az énekszólamok terjedelmes, ám kevéssé mutatós volta. A műben nincsenek igazán hatásos áriák sem, a darab erőssége az együttesekben és a jól megkomponált jelenetekben van.
1907-ben Szergej Pavlovics Gyagilev (1872–1929) felajánlotta a zeneszerzőnek az opera párizsi színrevitelét, ha hozzájárul a szerinte elengedhetetlen húzásokhoz. Rimszkij-Korszakov azonban ebbe nem egyezett bele, így végül csak az opera hatodik képét adták elő Párizsban, koncertszerűen. A szcenírozott párizsi előadásra csak 1926-ban került sor. Londonban, 1931-ben, egy átutazó orosz társulat adta elő a darabot. New Yorkban már 1916-ban színre vitték a darabot, majd 1930-ban a Metropolitan Opera is színpadra állította, francia nyelven. Egy évvel később Rómában, 1938-ban pedig Milánóban is bemutatták a Szadkót. Az ezt követő évtizedekben több tucatnyi operaház tűzte műsorra a művet világszerte. A Magyar Állami Operaház még nem játszotta.

## Az opera szereplői
| Szerep                                    | Hangfekvés            |
| ----------------------------------------- | --------------------- |
| Szadko, novgorodi guszlijátékos és énekes | tenor                 |
| A tenger királya                          | basszus               |
| Volhova, legkisebb lánya                  | koloratúrszoprán      |
| Nyezsata, fiatal guszlijátékos            | mezzoszoprán vagy alt |
| Ljubava Buszlajevna, Szadko felesége      | mezzoszoprán          |
| Egy zarándok képében megjelenő jelenés    | bariton               |
| A varég, 1. kereskedő                     | basszus               |
| Az indiai, 2. kereskedő                   | tenor                 |
| A velencei, 3. kereskedő                  | bariton               |
| Foma Nazarics, Novgorod elöljárója        | tenor                 |
| Luka Szinovics, Novgorod elöljárója       | basszus               |
| Duda, komédiás                            | basszus               |
| Szopel, komédiás                          | tenor                 |
| Első bohóc                                | tenor                 |
| Második bohóc                             | tenor                 |
| Első jövendőmondó                         | bariton               |
| Második jövendőmondó                      | tenor                 |

- Kórus: Novgorod polgárai, kereskedők, tengerészek, Szadko legénysége, zarándokok, tengerhercegnők.
- Történik: az Orosz Birodalomban a 11–12. században.
- Színhelyek: 1. kép; a novgorodi kereskedő céh díszterme, 2. kép; nyári éjszaka az Ilmeny-tó partján, 3. kép; Ljuba szobája, 4. kép; Novgorod kikötője, 5. kép: Szadko hajója a tengeren, 6. kép; a tenger király palotája; 7. kép: az Ilmeny-tó partja.

Játékidő: 3 óra.

## Az opera cselekménye

### I. kép
Novgorod lakói büszkék városuk gazdagságára és régi tradícióira, s amikor csak lehet, ennek hangot is adnak. Egy helyi ünnep alkalmából Nyezsata a település egyik felvirágoztatójáról énekel egy balladát. Ezután jelenik meg Szadko. Az énekmondók és a közönség unszolására ő is dalba kezd. Ő azonban egészen másról dalol: merész tervét adja elő a világ körülhajózásáról. Ez igazi dicsőséget hozna a városnak. Csak egy bökkenő van: az utazáshoz pénz kell, Szadko pedig elég ágrólszakadt, ezért hallgatósága örültnek nézi és kikacagja. A sértett Szadko ezért elhatározza, hogy az Ilmeny-tó partjára megy, és csak az abba ömlő folyókkal és a vízben úszkáló halakkal osztja meg terve részleteit. A forgatagban feltűnnek a vásári komédiások, akik csúfot űznek Szadkóból.

### II. kép
Szadko a tóparton éppen csak belekezd panaszdalába, amikor hattyúk tűnnek fel a vízen és egyenesen feléje úsznak. Amint a férfi közelébe érnek, a hattyúk lányokká változnak, köztük van Volhova, a tengerkirály lánya is. Szadko a lányok között hamar megvigasztalódik, főleg miután megtudja, hogy Volhova már többször hallotta őt énekelni, és most is a dala csalta ide, bár neki nem lehet halandó kedvese, mert az a halált jelentené számára. A hajnal eljöttével a tengerkirály hazatérésre szólítja fel lányait. Volhova szerelme jeléül három aranypikkelyt ad át Szadkónak azzal a tanáccsal, hogy hajnalban vesse ki hálóját, és dobja a vízbe az egyik pikkelyt. Így annyi aranyhalat foghat, ami Novgorod leggazdagabb kereskedőjévé fogja tenni.

### III. kép
Ljuba egész éjjel nem hunyta le a szemét, nyugtalanul várja haza Szadkót. Amikor férje feltűnik a ház előtt, nagy örömmel szalad elé, de az átélt események hatása alatt Szadko furcsán, idegenül viselkedik vele. Ljuba hiába faggatja, hitvese nem ad magyarázatot viselkedésére, hanem nemsokára ismét elmegy otthonról

### IV. kép
Novgorod lakó még mindig Szadkón kacagnak. Mulatságuk akkor hág a tetőpontra, amikor megjelenik Szadko, és azt álltja, hogy az Ilmeny-tó aranyhalakat rejt. Addig erősködik, amíg sikerül fogadást kötnie a kereskedőkkel: a fejét teszi fel a gazdag polgárok minden értékével szemben. A kereskedők és két városi tanácsos is szemtanúja akar lenni felsülésének, ezért vízre szállnak vele. Szadko az aranypikkelyek segítségével megnyeri a fogadást és Novgorod leggazdagabb emberévé válik. Végre semmi akadálya sincs annak, hogy felszerelje az áhított hajót, a kereskedők vagyonát azonban nagylelkűen visszaadja. Csak arra kéri őket, hogy meséljenek el mindent hazájukról. Miután meghallgatta a varég, a hindu és a velencei kereskedő elbeszélését, Szadko felhúzza horgonyt és útnak indul.

### V. kép
Szadko tizenhét évig járta tengert, míg egy nap elcsendesedett a tenger. Napok telnek el szélcsendben, semmi remény sincs a változásra. Szadko számára azonban hamarosan minden világos lesz: Volhova hívja magához. Elköszön társaitól és a tengerbe veti magát.

### VI. kép
A tengerkirály és felesége fogadja a dalnokot. Haragosan vetik a szemére, hogy elmulasztotta a kötelező hálaadást, amit minden tengerészről elvárnak. A tengerkirály csak Volhova közbenjárására enyhül meg. Lánya unszolására felszólítja az énekest, hogy mutassa be tudományát. Szadko a végtelen óceánról énekel. Dalát hallgatva a tengerkirály végleg megbékél vele és hozzáadja Volhovát. A lakodalmat mindjárt meg is tartják. Az ünnepség közepén megjelenik egy titokzatos idegen, aki közli Volhovával, hogy sorsát nem kerülheti el. Szadkónak vissza kell térnie az otthonába, s Volhova csak folyóként kísérheti el kedvesét. A királylány elbúcsúzik szeretteitől, majd férjét követve útnak indul.

### VII. kép
Volhova és Szadko a hullámokból kilépve az Ilmeny-tó partjára érkezik. A lány dalával elaltatja kedvesét, majd elbúcsúzik tőle. Volhova tudja, hogy soha nem fognak elszakadni egymástól, mint folyó, örökké kedvese mellett maradhat. Mire teljesen kivilágosodik, már bejárja Novgorod városát a hír, hogy a híres utazó hazatért. Ljuba talál rá elsőként férjére, az ő hangja ébreszti fel Szadkót. Szerelmesen ölelik át egymást. Ezután megjelenik a város népe is, hogy megünnepeljék a hőst, aki megnyitotta Novgorod kapuit a nagyvilág felé.

## Az opera zenéje
Az opera a késő romantika képviselőjeként az orosz népi ihletésű zene egyik legszebb példája. A cselekménynek megfelelően hatalmas állóképek sorozata. A népdal, tánc és egyházzenei motívumok szláv és keleti melizmákkal váltakoznak, bizonyos hangzásbeli csomópontok körül gyűrűzve, a vezérmotívumos technika, illetve a vezérharmóniák rimszkij-korszakovi értelmezésének megfelelően. Az opera legjobban sikerült részei a színes természetábrázolások, a telt hangzású kórusok, illetve a szerelmi jelenetek gyengéd lírája.
A szerző a fantasztikumot a kromatika segítségével különböztette meg a földi világtól, amelyet diatóniával jellemzett. Az egyes szereplők jellemrajzát ismétlődő témák segítségével festette meg. A Szadko a virtuóz zenei képalkotás operája. Hangszerelése sokszínű, a zenekari kíséretben egy-egy részlet erejéig szóló feladatott kap a hegedű, a fuvola, az oboa, a klarinét és a trombita is. Még a kíméletlen önkritikával rendelkező Rimszkij-Korszakov is a legjobb operájaként tartotta számon, akárcsak az utókor.

## Hangfelvételek
- Szadko – Georgij Nelepp, Volhova – Jelizaveta Humszkaja, Ljuba – Vera Davidovna, A tenger királya – Szergej Kraszovszkij, A varég kereskedő – Mark Rejzen, A hindu kereskedő – Iván Koszlovszkij, A velencei kereskedő – Pavel Liszicijan. Közreműködik a moszkvai Bolsoj Színház ének- és zenekara. Vezényel: Nyikolaj Golovanov. A felvétel helye és ideje: Moszkva, Melogyija stúdió, 1951. A kiadás éve: 1998. Dante Productions, LYS 316-318 3 CD ADD Stereo. Megjegyzés: a 3. CD egy része a mű orosz megszólaltatóinak felvételeiből nyújt válogatást 1901-től 1945-ig.
- Szadko – Vlagyimir Galuszin, Volhova – Valentyina Cidipova, Ljuba – Marianna Taraszov, A tenger királya – Szergej Alekszaszkin, A varég kereskedő – Bulat Minjelkijev, A hindu kereskedő – Gegam Grigorjan, A velencei kereskedő – Alekszandr Gergalov. Közreműködik a szentpétervári Mariinszkij Színház ének- és zenekarra. Vezényel: Valerij Gergijev. A felvétel helye és ideje: Szentpétervár, Mariinszkij Színház, 1993 október (élő előadások montázs felvétele). A kiadás éve: 1994. Philips 442 138-2 3 CD DDD Stereo